# جائزة الخنفساء الذهبية
جائزة الخنفساء الذهبية (بالإنجليزية: Guldbagge Award)‏ جائزة تمنح سنويا اعترافا بكافة إنجازات السينما السويدية في العام، يتم منحها سنويا منذ عام 1964 من قبل معهد الفيلم السويدي.

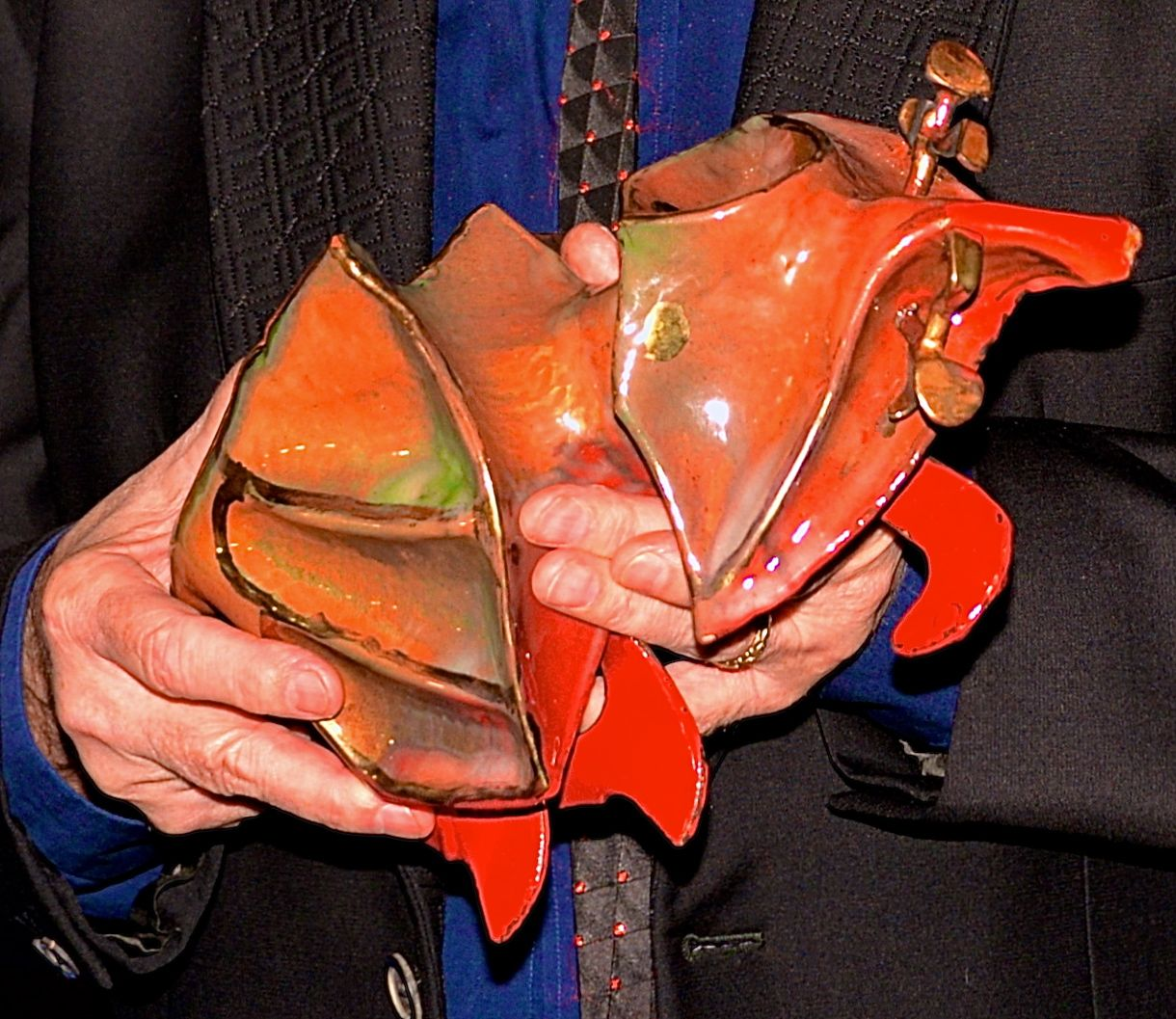
صورة الجائزة في حفل توزيع الجائزة الـ 48 في 21 يناير 2013

## فئات الجائزة
- أفضل فيلم.
- أفضل مخرج.
- أفضل سيناريو.
- أفضل تصوير سينمائي.
- أفضل ممثلة في دور رئيسي.
- أفضل ممثل في دور رئيسي.
- أفضل ممثلة مساعدة.
- أفضل ممثل مساعد.
- أفضل مونتاج.
- أفضل مصمم ملابس.
- أفضل صوت.
- أفضل مكياج/تصفيف شعر.
- أفضل موسيقى.
- أفضل تصميم إنتاج.
- أفضل تأثيرات بصرية.
- أفضل فيلم أجنبي ( أي في بلد الإنتاج، وليس لغة الفيلم).
- أفضل فيلم قصير.
- أفضل فيلم وثائقي.
- جائزة فخرية.

## روابط إضافية
- الرئيسي بالإنجليزية
- الموقع الرئيسي بالسويدية
- صفحة الجائزة في موقع imdb

## روابط خارجية
- جائزة الخنفساء الذهبية على موقع IMDb (الإنجليزية)